# NGC 2890
NGC 2890 ist eine elliptische Galaxie vom Hubble-Typ E-S0 im Sternbild Wasserschlange. Sie ist schätzungsweise 220 Millionen Lichtjahre von der Milchstraße entfernt.
Das Objekt wurde am 11. Januar 1886 von Francis Leavenworth entdeckt.